# Bluff (Utah)
Bluff – jednostka osadnicza w Stanach Zjednoczonych, w południowo-wschodniej części stanu Utah. Liczba mieszkańców w roku 2000 wynosiła 320. Bluff jest miejscowością położoną najbliżej popularnego wśród turystów Parku stanowego Goosenecks. Osada została założona w 1880 roku, jako pierwsza zorganizowana jednostka administracyjna w hrabstwie San Juan.